# トム・カリー
トム・カリー（Tom Curry、1998年6月15日 - ）は、プレミアシップセール・シャークスに所属するラグビーユニオン選手。

## プロフィール
- イングランド・ロンドンハウンズロー区出身。
- ポジションはフランカー(FL)、ナンバーエイト(No.8)。
- 身長 185cm、体重 110kg
- 双子の兄弟ベンもラグビー選手[1]で現在チームメイト。
- U20イングランド代表に選ばれたことがある[2]。
- イングランド代表キャップは46（2022年12月現在）でラグビーワールドカップ2019・ラグビーワールドカップ2023のイングランド代表に選ばれた[3][4]。
- ブリティッシュ・アンド・アイリッシュ・ライオンズに選ばれたことがある[5]。

## 略歴
2016年、セール・シャークスに加入。 